# Яхтан (джамоат)
Яхтан, или Яхтанский джамоат (тадж. Ҷамоати деҳоти Яхтан) — сельская община (джамоат) в районе Деваштич Согдийской области Таджикистана.
Яхтанская сельская община района Деваштич Согдийской области включает в себя 8 сел. Административный центр джамоата — село Хуштоири-Мухлон. Расстояние между центром джамоата и районным центром составляет 14 км. Яхтанская сельская община граничит с северо-востока со Спитаменским районом, с запада — с городом Истаравшан, с юга — с Газантаракской общиной района. Сельская община Яхтан была образована в 1930 году. Около 10 км автодороги Душанбе-Худжанд проходит по территории джамоата.

## География
Джамоат Яхтан расположен в северной части от районного центра (пос. Ганчи) и занимает площадь 16850 га. В джамоате преобладает теплый субтропический климат, осадков выпадает меньше, чем в других районах района. Летом температура воздуха достигает 35-42 градусов по Цельсию, а средняя температура в течение года 23-25 градусов по Цельсию. Рельеф территории джамоата в основном равнинный, с низкими и широкими холмами. Наличие широких пастбищ и благоприятный климат обусловили занятость местного населения животноводством.

## Население
Население джамоата на 01.01.11 составляет 13 464 человека, в том числе 6 727 мужчин и 6 737 женщин. Ежегодно увеличивается на 300-350 человек, кроме этого, за счет экологических и добровольных переселенцев из предгорных районов района (джамоатов Росровут и Овчи), а также села Вашан Айнинского района увеличивается темп прироста населения.

## Населённые пункты
| № | Населённый пункт | Прежние названия | Тип населённого пункта | Население, 2017 |
| - | ---------------- | ---------------- | ---------------------- | --------------- |
| 1 | Бахт             | Дам              | село                   | 466             |
| 2 | Богистон         | Джари Гуломкуш   | село                   | 383             |
| 3 | Даштикон         |                  | село                   | 2019            |
| 4 | Лолазор          | Кизили           | село                   | 5102            |
| 5 | Ходжа-Тохир      | Хуштоири джар    | село                   | 2590            |
| 6 | Хуштоири-Мухлон  |                  | село, адм. центр       | 2158            |
| 7 | Шохин            | Кийгир           | село                   | 597             |
| 8 | Яхтан            |                  | село                   | 2303            |

## Примечание
1. ↑  Demography. untj.org. Дата обращения: 23 января 2023. Архивировано 19 января 2023 года.
2. 1 2 3  Ҷамоати Яхтан. Дата обращения: 20 февраля 2016. Архивировано 25 марта 2016 года.
3. ↑  ГлРедТНЭ. Реестр названий мест Таджикистана (тадж.). — Душанбе, 2017. — 332 с. — ISBN 978-99947-33-54-5.